# 김법래
김법래(1970년 7월 24일~)는 대한민국의 배우이다.
경희대학교 성악과를 졸업하고 오페라 가수를 꿈꾸며 외국 유학을 준비하다 연기도 배울 겸 아르바이트삼아 서울예술단에 들어가면서 뮤지컬과 인연을 맺었다. 1995년 음악극 《살짜기 옵서예》로 데뷔했고, 이듬해에 《아틀란티스 2045》로 한국뮤지컬대상 신인남우상을 수상했다. 2005년에는 KBS1 드라마시티 《다함께 차차차》에 출연하며 브라운관에도 데뷔했다.

## 기교
베이스 음역대의 낮고 중후한 음색과 풍부한 성량이 특징이다. 주위를 압도하는 성량 때문에 연출자에게 퇴짜를 맞거나, 음향 담당자가 마이크 소리를 줄여 대사전달력이 떨어진다는 오해를 사기도 했다는 일화가 있다. 신인 시절 제작사로부터 개런티를 받지 못해 보이콧을 선언한 일로 수년간 출연에 지장을 받기도 했으나 여전히 뮤지컬 배우들의 권익 보호에 관심과 열의를 가지고 있다.

## 학력
- 경희대학교 성악과 학사

## 출연작

### 영화
- 《간첩》(2012년) - 수하 1 역
- 《사랑의 가위바위보》(2013년) - 바바리코트남 역(특별출연)
- 《은밀하게 위대하게》(2013년) - 국정원 국장 역
- 《악인은 살아 있다》(2015년) - 송찬혁 역
- 《남한산성》(2017년) - 칸 역
- 《인랑》(2018년) - 박무영 특기대장 역
- 《힘을 내요, 미스터 리》(2019년) - 양두목 역
- 《오케이! 마담》(2020년) - 박 중장 역
- 《행복의 나라》(2024년) - 재판장 역

### 드라마
- 《드라마시티 - 다 함께 차차차》(KBS2, 2005년) - 도끼 역
- 《투윅스》(MBC, 2013년) - 황대준 역
- 《트로트의 연인》(KBS2, 2014년) - 허대표 역
- 《앙큼한 돌싱녀》(MBC, 2014년) - 사채업자 역 (특별출연)
- 《삼총사》(tvN, 2014년) - 윤정국 역
- 《닥터 프로스트》(OCN, 2014년) - 박도철 역 (특별출연)
- 《빛나거나 미치거나》(MBC, 2015년) - 곽장군 역
- 《징비록》(KBS1, 2015년) - 권준 역
- 《가면》(SBS, 2015년) - 양성기 역
- 《화려한 유혹》(MBC, 2015년) - 강일도 역
- 《옥중화》(MBC, 2016년) - 조선 중종 역
- 《미씽9》(MBC, 2017년) - 장도팔 역
- 《품위있는 그녀》(JTBC, 2017년) - 서문탁 역
- 일일드라마 《미워도 사랑해》[5](KBS1, 2017년) - 구충서 역
- 《한여름의 추억》(JTBC, 2017년) - 한여름의 맞선남 역
- 《붉은 달 푸른 해》(MBC, 2018년) - 송호민 역
- 《동네변호사 조들호 2: 죄와 벌》(KBS2, 2019년) - 유창호 역
- 《이몽》(MBC, 2019년) - 두월성 역
- 《시크릿 부티크》(SBS, 2019년) - 도준섭 역
- 《날 녹여주오》(tvN, 2019년) - 이석두 / 이형두 역
- 《달이 뜨는 강》(KBS2, 2021년) - 평원왕 역
- 《보이스 4》(tvN, 2021년) - 박현 역(특별출연)
- 《펜트하우스 3》(SBS, 2021년) - 고깃집 사장 역(특별출연)
- 《오징어 게임》(Netflix, 2021년) - 특별출연 EP.1 (사채업자 역)
- 《홍천기》(SBS, 2021년) - 마왕 역(특별출연)
- 《태종 이방원》(KBS1, 2021년) - 조영무 역
- 《마녀는 살아있다》(TV조선, 2022년) - 강자중 역
- 《블라인드》(tvN, 2022년) - 백문강 역
- 《가우스전자》(Seezn, 2022년) - 백조원 역
- 《판타G스팟》 (쿠팡플레이, 2022년) - 술집사장 역 (특별출연)
- 《성스러운 아이돌》(tvN, 2023년) - 아르도르 역
- 《구미호뎐 1938》(tvN, 2023년) - 독각귀 역 (특별출연)

### 예능
- 2013년 TVN 《퍼펙트 싱어VS》
- 2017년 MBC 《황금어장 라디오스타》
- 2017년 MBC 《미스터리 음악쇼 복면가왕》 - 얼굴 찌푸리지 말아요! 아코디언맨!
- 2018년 KBS 《해피투게더4》 - 엄유민법특집
- 2019년 MBCevery1 《비디오스타》

### 뮤지컬
- 《한네》(1997) - 만명 역
- 《알리바바와40 인의도둑》(1998) - 뿌르바 역
- 《포기와 베스》(1999) - 포기 역
- 《젊은 베르테르의 슬픔》(2000) - 알베르트 역
- 《포기와 베스》(2000) - 포기 역
- 《젊은 베르테르의 슬픔》(2001) - 알베르트 역
- 《카르멘시타》(2001) - 에스카미오 역
- 《토미》(2001) - 워커대위 역
- 《한여름밤의 꿈 - 신라의 달밤》(2001) - 도깨비대왕 역
- 《몽유도원도》(2002) - 여경 역
- 《젊은 베르테르의 슬픔》(2002) - 알베르트 역
- 《아가씨와 건달들》(2003) - 스카이 역
- 《유린타운》(2003) - 클로드웰 역
- 《젊은 베르테르의 슬픔]]》(2003) - 알베르트 역
- 《브로드웨이 42번가》(2004) - 줄리안 역
- 《지저스 크라이스트 수퍼스타》(2004) - 빌라도 역
- 《루나틱》(2005) - 정상인 역
- 《카르멘, 더 뮤지컬》(2005) - 에스까미오 역
- 《아가씨와 건달들》(2005) - 스카이 역
- 《바람의 나라》(2006) - 해명 역
- 《명성황후》(2006) - 미우라 역
- 《이》(2006) - 연산 역
- 《명성황후》(2007) - 미우라 역
- 《젊은 베르테르의 슬픔]]》(2007) - 알베르트 역
- 《노트르담 드 파리》(2007) - 콰지모도 역
- 《사랑은 비를 타고》(2007) - 동욱 역
- 《노트르담 드 파리》(2008) - 콰지모도 역
- 《로미오 앤 베르나뎃》(2008) - 펜자 역
- 《클레오파트라》(2008) - 시저 역
- 《진짜진짜 좋아해》(2008) - 구감독 역
- 《삼총사》(2009) - 포르토스 역
- 《브로드웨이 42번가》(2009) - 줄리안 마쉬 역
- 《잭 더 리퍼》(2009, 2010, 2011) - 먼로 역
- 《잭 더 리퍼》(2012, 2013, 2019) - 잭 역
- 《브로드웨이 42번가》(2010) - 줄리안 마쉬 역
- 《삼총사》(2010) - 포르토스 역
- 《사랑은 비를 타고》(2011) - 동욱 역
- 《삼총사》(2011) - 포르토스 역
- 《캐치 미 이프 유 캔》(2012) - 칼 해너티 역
- 《삼총사》(2013) - 포르토스 역
- 《보니앤클라이드》(2013) - 테드 역
- 《삼총사》(2014) - 포르토스 역
- 《보니앤클라이드》(2014) - 벅 역
- 《보이첵》(2014) - 군악대장 역
- 《바람과 함께 사라지다》(2015) - 레트 버틀러 역
- 《신데렐라》(2015) - 세바스찬 역
- 《명성황후》(2015) - 미우라 역
- 《체스》(2015) - 몰로코프 역
- 《더 언더독》(2016) - 세퍼트 역
- 《곤 투모로우》(2016) - 이완 총리 역
- 《나폴레옹》(2017) - 바라스 역
- 《아이언 마스크》(2018) - 포르토스 역
- 《삼총사》(2018) - 포르토스 역
- 《아이언 마스크》(2019) - 포르토스 역
- 《드라큘라》(2019) - 반혈싱 역
- 《메피스토》(2019) - 파우스트 역
- 《잭 더 리퍼》(2019) - 잭 역
- 《셜록홈즈》(2020) - 레스트레이드 역
- 《썸씽로튼》(2020) - 노스트라다무스 역
- 《잭 더 리퍼》(2021) - 잭 역
- 《삼총사》(2022) - 포르토스 역

### 뮤직비디오
- 비 - Love story(2008년)

### 콘서트
- 《안희정 재즈 디너쇼 10》(2006.08.30) @ 임페리얼 팰리스호텔 두베홀
- 《패션 오브 더 레인》(2006.12.19-31) @ 유니버설 아트센터
- 《엄유민법 프리미엄 더 원》(2014.08.29-30) @ Japan
- 《엄유민법 프리미엄 더 원》(2016.06.18-19) @ 블루스퀘어 마스터카드홀
- 《엄유민법 프리미엄 더 원-대구》(2016.10.22) @
- 《엄유민법 프리미엄 더 원-부산》(2016.11.27) @
- 《엄유민법 프리미엄 더 원-대전》(2016.12.04) @
- 《2017 더 뮤지컬 페스티벌 인 갤럭시 콘서트》(2017.09.09-10) @ 난지 한강공원
- 《엄유민법 _He Story_ 콘서트》(2017.06.17-18) @ 코엑스 오디토리움
- 《엄유민법 더 원》(2017.10.01) @ Japan
- 《엄유민법 더 원》(2018.10.03-04) @ Japan
- 《엄유민법 프리미엄 더 원 콘서트-부산》(2018.11.24) @ 부산문화회관 대극장
- 《엄유민법 프리미엄 더 원 콘서트-대구》(2018.12.15) @ 경북대학교 대강당
- 《엄유민법 프리미엄 더 원 콘서트-인천》(2018.12.23) @ 인천문화예술회관 대공연장
- 《엄유민법 프리미엄 더 원 콘서트》(2018.12.25) @ 코엑스 Hall C
- 《엄유민법 프리미엄 더 원 콘서트-대전》(2018.12.29) @ 충남대학교 정싱화홍
- 《엄유민법 _Love In Valentine_ 콘서트-성남》(2018.02.10) @ 성남 아트센터 오페라 하우스
- 《엄유민법 _Harmony In Life_ 콘서트》(2019.10.26-27) @ 세종대학교 대양홀
- 《엄유민법 _Harmony In Life_ 콘서트-성남》(2019.12.08) @ 성남 아트센터 오페라 하우스

## 수상
- 1996년 제2회 한국뮤지컬대상 남우신인상
- 2008년 제14회 한국뮤지컬대상 남우주연상
- 2008년 제2회 대구국제뮤지컬페스티벌 최고의스타상